# Дальнєгорськ
Дальнєгорськ — місто у Приморському краї Росії. Адміністративний центр Дальнєгорського міського округу. Належить до мономіст: містоутворюючі підприємства — Гірничо-хімічна компанія «Бор» та «Дальполіметалл».
Засноване у 1897 році як селище Тетюхе, місто — з 1989 року.

## Історія

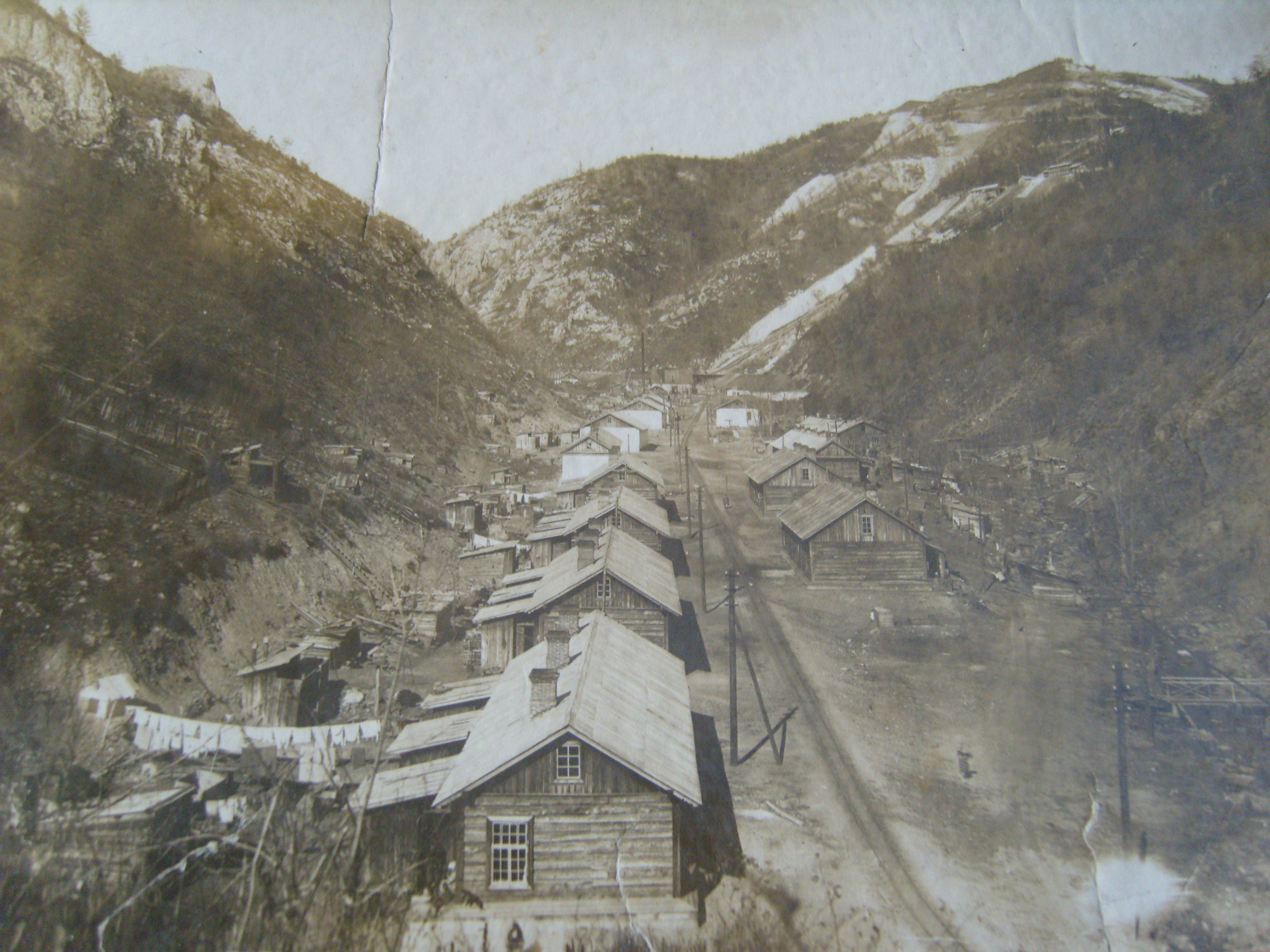
Селище Тетюхе,1934

Засноване у 1897 як гірницьке селище Тетюхе (від китайського долина диких кабанів) після експедиції під керівництвом гірничого інженера С. В. Масленнікова, яка у 1897 році виявила у відрогах Сіхоте-Алінь родовище свинцю — цинкових руд. На базі родовища було створено гірничопромислове товариство, яке зайнялося його розробкою.
У 1930 отримало статус робочого селища. До 1941 р. Сіхоте-Алінський поліметалічний комбінат являв собою вже складне підприємство з закінченим циклом виробництва олова. У 1965 р. відкрився Приморський гірничохімічний комбінат, перейменований згодом у Гірничо-хімічну компанію «Бор».
У 1972 перейменоване у Дальнєгорськ в рамках кампанії з перейменування радянських поселень, які мають китайські назви.
Статус міста присвоєно у 1989. У 1997 Дальнєгорський район було скасовано, його територія відійшла до управління міськради, а сам Дальнєгорськ став містом крайового значення.

## Географія
Дальнєгорськ віддалений від Владивостока на 535 км, є найсхіднішим, найвисокогірнішим (180—804 метрів над рівнем моря) містом у Примор'ї. Розташоване в східних відрогах гірської системи Сіхоте-Алінь, у долині річки Рудна, у 35 км від узбережжя Японського моря. Протяжність міської межі в межах долини — 16 км, ширина від 0,2 до 1,5 км. Головна вулиця — проспект 50 років Жовтня, має номери будинків по 324 включно. Звуженнями долини річки Рудни місто розділене на три мікрорайони (зверху донизу по долині) — Горіле, Центр, Горбуша(Горького). Деякі вулиці, на яких розташовано приватний сектор, простягнулися по схилах сопок.
Незважаючи на високий рівень індустріалізації Дальнєгорська, більше 90 % території, що знаходиться під управлінням міста, покрито хвойними (переважно кедровими) та змішаними широколистяними лісами.

### Клімат
Клімат помірний мусонний, схильний до впливу холодної Приморської течії. Зима холодна і досить сніжна, а літо тепле і вологе. Середня температура січня −12,8, а серпня (найтепліший місяць) — +19,4.
Місто Дальнєгорськ прирівняне до районів Крайньої Півночі.

### Транспорт
Через Дальнєгорськ проходить крайовий автошлях Осинівка-Рудна Пристань, що зв'язує схід Примор'я з густонаселеними районами краю і крайовим центром. Практично всі зовнішні пасажирські перевезення та вантажопотік здійснюються цим автошляхом. У даний час, єдиним пасажирським видом сполучення є автобусне. З Дальнєгорска здійснюються автобусні перевезення до Владивостоку, Находки, Уссурійську, Спаськ -Дальнього, Хабаровську. До 90-х років існувала велика частка авіапасажирів, поки працював Дальнєгорський аеропорт.
Внутрішньоміські пасажирські перевезення здійснюються автотранспортом (мікроавтобуси, рідше автобуси). Основну частку вантажоперевезень здійснює автотранспорт, але є також вузькоколійна залізниця, що зв'язує рудники з збагачувальної фабрикою (ділянку Дальнєгорськ — Рудна Пристань демонтовано).

## Відомі особистості
В поселенні народилась:
- Мілашина Олена Валеріївна (* 1977) — російська журналістка.